# Thomas Vinterberg
Thomas Vinterberg (Koppenhága, Dánia, 1969. május 19. –) BAFTA- és César-díjas dán filmrendező, a Dogma95 csoport alapító tagja.

## Pályafutása
1993-ban az Utolsó kör (Sidste Omgang) című filmjével végzett a Dán Nemzeti Filmakadémián, amely a müncheni diák filmfesztiválon fődíjat nyert, első díjas lett Tel-Avivban, és még jó néhány elismerést begyűjtött. 1994-ben a filmet Oscar-díjra jelölték, miközben Vinterberg elkészítette első tévéfilmjét a DR TV számára és A fiú, aki visszafele sétált címmel kisjátékfilmet rendezett. Ez utóbbi díjat nyert az izlandi filmfesztiválon, Clermont-Ferrandban a kisfilmek fesztiválján és a torontói fesztiválon is.
Első nagyjátékfilmje az A legnagyobb hősök (De Største Helte) volt.
1995-ben Lars von Trier, Kristian Levring, Søren Kragh-Jacobsen és Thomas Vinterberg alapították a Dogme 95 (Dogma) mozgalmat.
Három évvel később ő írta és rendezte (és egy kisebb szerepet is elvállalt) az első Dogma-filmet Születésnap (Festen) címmel. A film számos jelölést és díjat kapott.
2003-ban ,,apokaliptikus sci-fi szerelmi történettel" jelentkezett, amelynek öt évig tartó munkálataiban forgatókönyv-íróként, rendezőként és producerként vett részt. A végső megoldás: szerelem (It's All About Love) teljesen angol nyelven készült, és többek között játszik benne Joaquin Phoenix, Claire Danes és Sean Penn. Nem lett túl sikeres, mert a kritikusok bonyolultnak, nehezen érthetőnek találták.
2005-ben készítette a Kedves Wendy! (Dear Wendy) című filmjét, melynek forgatókönyvét Lars von Trier jegyezte. A produkció megbukott, még hazájában Dániában is csak 14,521 jegyet vettek rá. Ezután Vinterberg visszatért az alapokhoz, és egy kis költségvetésű dán filmet rendezett, de az Egy férfi hazatér se lett sikeres 31,232 eladott jeggyel.
2010-ben a Submarino című drámáját Arany Medvére jelölték a 60. Berlini Nemzetközi Filmfesztiválon.
A 2012-es cannes-i fesztiválon indult A vadászat (Jagten) című filmjével, és a főszereplő Mads Mikkelsen el is nyerte a legjobb férfi alakítás díját.

## Filmjei
- The Biggest Heroes (De største helte) (1996)
- Születésnap (Festen) (1998)
- A végső megoldás: szerelem (It's All About Love) (2003)
- Kedves Wendy! (Dear Wendy) (2005)
- Egy férfi hazatér (En mand kommer hjem) (2007)
- Submarino (2010)
- A vadászat (Jagten) (2012)
- Távol a világ zajától (Far from the Madding Crowd) (2015)
- A kommuna (Kollektivet) (2016)
- Még egy kört mindenkinek (Druk) (2020)